# كاثرين كوريغان
كاثرين كوريغان (بالإنجليزية: Catherine Corrigan)‏ هي أمينة متحف أمريكية، ولدت في 1972. وهي عالمة أمريكية اشتهرت بأنها أمينة لمجموعة النيازك في معهد سميثسونيان، كما أنها عالمة في قسم علم المعادن في المتحف الوطني للتاريخ الطبيعي.

## تعليمها
حصلت كوريجان على بكالوريوس العلوم عام 1995 وماجستير العلوم عام 1998، وكلاهما في الجيولوجيا في جامعة ولاية ميشيغان. كانت أطروحتها الرئيسية بعنوان «تكوين تأثيرالمدملكات (البريشة) من فوهة تشيككسولوب الأثرية، شبه جزيرة يوكاتان، المكسيك».
حصلت بعد ذلك على درجة الدكتوراه في علوم الكواكب من جامعة كيس وسترن ريسرف في عام 2004 لدراسة المعادن الكربونية في النيزك المريخي آلان هيلز والتي اقترحت أن العينة التي جاءت من سطح كوكب المريخ خضعت لتعرض متعدد ومميز للمياه العذبة، بدلًا من التعرض طويل الأجل لكتلة مائية.

## مهنتها

### العمل الميداني
سافرت كوريجان في عامي 2001 و 2004، إلى القارة القطبية بصفتها عضوًا في فريق البحث عن النيازك في القطب الجنوبي. وهي مؤلفة مشاركة لـ «35 موسم من النيازك الأمريكية في القارة القطبية (2010-1976): كتاب الدليل الصوري لمجموعة النيازك» (2014).

### البحث والمعالجة
كانت كوريجان زميلة ما بعد الدكتوراه في المتحف الوطني للتاريخ الطبيعي ومختبر الفيزياء التطبيقية.
وكانت كوريجان، في عام 2004، مشاركةً في الفحص والتصنيف الأولي لنيزك المريخ المكتشف حديثًا (م ي ل 03346)، وهو النخليت السابع المعروف فقط.
وُظفت كوريجان في أوائل عام 2008، لتصنيف واختيار مجموعة النيازك لمتحف سميثسونيان الوطني للتاريخ الطبيعي، بصفتها أمينة المتحف فهي المسؤولة عن تصنيف عينات النيزك التي جُمعت في القارة القطبية لصالح جريدة النيازك القطبية.

#### أعمال مهنية أخرى
تساعد كوريجان على معالجة الصور وتحليلها من مشروع متجول استكشاف المريخ.  وهي أيضًا عضو في الفريق العلمي الذي يعمل مع حديقة حيوان مون، وهو مشروع  زوونيفرس في العلم المدني. وهي مهتمة أيضًا بربط النيازك القمرية بالأثر الحفري على سطح القمر.
نيابة عن الجمعية النيزكية، عملت كوريجان محررة للمساهمات المجتمعية في مجلة  «العناصر».

## التكريم
سُمي الكويكب 9924 كوريجان، الذي اكتشفه عالم الفلك الأمريكي شيلت باس في مرصد سايدينج سبرينج الأسترالي في عام 1981،  باسمها في 13 أبريل 2017.